# District d'Ile (Mozambique)
Le district d'Ile est une subdivision administrative de la province de Zambézie au nord du Mozambique. En 2007, sa population est de 289 891 habitants.

## Source de la traduction
- (pt) Cet article est partiellement ou en totalité issu de l’article de Wikipédia en portugais intitulé « Ile (distrito) » (voir la liste des auteurs).